# 李保
李保（?—?），唐朝皇子，是唐懿宗的第六子，生母不详。
咸通十三年（872年），李保被他父亲唐懿宗封为吉王，吉王李保在兄弟中为最贤。唐僖宗去世，吉王李保最长，文官们将立他为皇帝，杨复恭独以唐昭宗为嗣。文德元年（888年）八月初九日，吉王李保被授开府仪同三司、检校太傅，仍加食邑三百户。乾宁元年（894年），凤翔节度使李茂贞、邠宁节度使王行瑜、镇国军节度使韩建带兵入京师，计划废帝立吉王，李克用率兵驱逐王行瑜，事情中止。同年，郭保嗣被选为吉王傅。
《唐年补录》：“僖宗御楼后，疾复作，暴崩。杨复恭等秘丧不发，时十六宅诸王从行，乃于大宅中推帝为监国。帝之上有盛王、仪王，皆懿宗之子，帝居六宅之第三人。”唐昭宗后来用仪王等宗室掌兵，乾宁四年（897年），唐昭宗出奔投靠韩建期间，仪王等宗王十一人都被韩建迫使昭宗解除兵权软禁十六王宅，最后被韩建、刘季述等以谋反为由诛杀。此仪王是唐玄宗子仪王李璲后裔嗣仪王还是李保本人，待考。
　　